# Viking metal

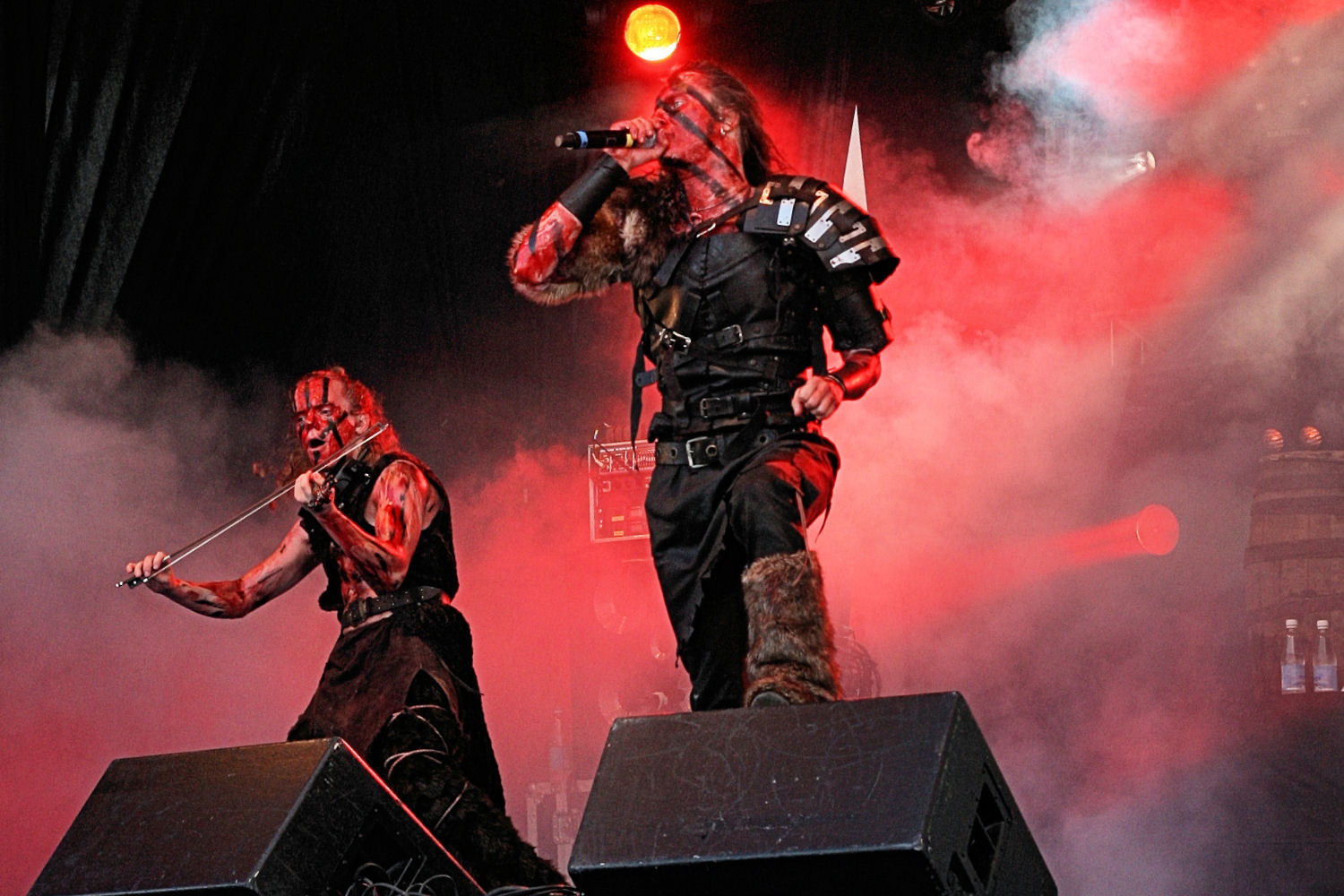

Viking metal é um sub-gênero do folk metal, power metal, e black metal com influências da cultura e da mitologia nórdica. Traz em sua música menções à Era Viquingue e às conquistas épicas. Expressam em suas letras crenças e sagas viquingues, assim como também o fazem em relação à parte artístico-visual das bandas. As letras das músicas são escritas em inglês e também em idiomas nórdicos. A sonoridade do estilo é caracterizada de acordo com o sub-gênero do heavy metal seguido, podendo soar com uma essência heavy metal, death metal, black metal, etc. Outro fator de grande influência na sonoridade do viking metal é o elemento folclórico musical, pois muitas vezes são utilizados instrumentos tradicionais do norte europeu, assim como algumas estruturas musicais que são características da música folclórica nórdica.

## História
A banda Bathory, de Quorthon, em sua segunda fase, criou o viking metal. Foi na metade de sua carreira, durante o final dos anos 80 e início dos 90, que os majésticos álbuns Blood Fire Death, Hammerheart e Twilight of the Gods vieram a ser criados - mais tarde, em 2002 e 2003, Nordland I e Nordland II. Quorthon era grande admirador da história escandinava antes do cristianismo, por isso decidiu abandonar suas músicas sobre ocultismo e satanismo para se dedicar à sua verdadeira paixão, a mitologia nórdica. Estes discos incorporaram instrumentos de percussão e voz - além dos instrumentos habituais, sendo influência direta para grupos como Enslaved, Mithotyn e Thyrfing. Embora o Bathory seja o criador deste estilo musical, foram estes grupos, juntamente com outros, que deram forma ao estilo, trazendo freqüentes coros de vozes masculinas, influência folclórica e temáticas viquingue. No século XXI apareceram numerosas bandas pelo mundo fazendo viking metal, moldando o gênero que, apesar de ser pequeno, já está perfeitamente consolidado.[carece de fontes?]
Nos anos 80, a banda de heavy metal Manowar tinha letras sobre viquingues, mas não deu segmento ao viking metal - por mais que participe da história. O nome do grupo vem de um termo usado em inglês arcaico, precisamente man o' war ou man-of-war, que é um tipo de navio de guerra que esteve em uso entre os séculos XVI e XIX.[1]  Formada em 1980, a banda é conhecida pelas letras das canções serem baseadas em fantasia (particularmente espada e feitiçaria) e mitologia (particularmente a mitologia nórdica). Seus temas líricos viriam a influenciar toda a cena do power metal e especialmente bandas posteriores de viking metal.

### Características
O vocal pode ser limpo, gutural grave ou agudo, o que depende do sub-gênero do heavy metal que está sendo seguido e que varia de banda para banda. A sonoridade dos instrumentos está relacionada aos mesmos fatores, portanto pode-se encontrar grande peso na execução dos instrumentos, como guitarras fortemente distorcidas, vocal rasgado e blast beat, que são características do black metal, assim como pode ser encontrada sonoridade mais leve, com vocais limpos e execução instrumental mais branda.
As temáticas abordadas se relacionam com inúmeros fatores locais do norte da Europa e com fatores históricos, fazendo referências às sagas viquingues, batalhas, guerreiros, crenças, costumes, religiões, mitologia, literatura, e até mesmo à bebidas, clima e geografia local.
Existe também a variedade instrumental encontrada em muitas bandas que agregam instrumentos tradicionais do norte europeu e instrumentos clássicos e acústicos a formação instrumental padrão das bandas de heavy metal. O tratamento artístico-visual também é relacionado a temática viquingue, o que pode ser observado nos clipes das bandas, nas artes das capas dos CD e também no vestuário utilizado em suas performances.